# Miguel de la Grúa Talamanca y Branciforte
Pour les articles homonymes, voir Grua.
Miguel de la Grúa Talamanca y Branciforte, marquis de Branciforte (né aux environs de 1755 à Palerme en Sicile) est un officier de l'armée espagnole, puis Vice-roi de Nouvelle-Espagne du 12 juillet 1794 au 31 mai 1798. Il est célèbre pour avoir été le Vice-roi le plus corrompu de l'histoire de la colonie. Son accession à la vice-royauté marque le début de la décadence dans l'histoire du gouvernement colonial.

## Biographie
Fils de Vincenzo Maria (1718-1787), 5e prince de Carini, duc de Villanova, duc de Grotte, marquis de Ragalmici et seigneur de Terrasini, préteur de Palerme en 1771, 1772 et 1773, gouverneur du Monte di Pietà de Palerme en 1765, 1766 et 1767 et par Lucrezia Branciforte.
En tant que deuxième fils, Michele La Grua Talamanca e Branciforte s'est lancé dans une carrière militaire à la cour espagnole, étant le roi de Sicile également roi d'Espagne. Il devient alors Miguel de la Grúa Talamanca ; il était capitaine général de l'armée espagnole et Grand d'Espagne (première classe). Après son arrivée à Mexico il est fait membre de l'Ordre de la Toison d'or. Grúa est un protégé du Premier Ministre espagnol Manuel Godoy dont il a épousé la sœur, María Antonia. Il est nommé Vice-roi de Nouvelle-Espagne par Godoy le 26 mars 1794.
Il arrive à Veracruz le 15 juin 1794, et prend possession du gouvernement à Mexico le 12 juillet 1794.
En tant qu'envoyé d'un premier ministre corrompu, Grúa est au premier chef intéressé à obtenir de l'argent pour lui-même. Il utilise le prétexte de la guerre entre l'Espagne et la France révolutionnaire pour confisquer toutes les propriétés des résidents français de Nouvelle-Espagne et de Louisiane — ce qui n'est pas négligeable. Il vend les propriétés et conserve à son profit une part des recettes.

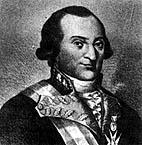
Miguel de la Grúa Talamanca, vice-roi.

En fait, il conservera pour lui-même une partie de tout ce qui passera sous son contrôle. Il vend des charges et des grades dans l'armée. Il est connu au Mexique comme corrompu et incapable, l'un des pires gouverneurs de l'histoire de la Nouvelle-Espagne. C'est un grand contraste avec son prédécesseur, Juan Vicente de Güemes Padilla Horcasitas y Aguayo, que l'on considère comme le meilleur. Grúa est opposé également à Güemes Padilla par d'autres faits — il commence à gouverner en accordant des faveurs aux ennemis du précédent gouvernement.
Le 12 décembre 1794, le Frère Servando Teresa de Mier fait un fameux sermon des plus irrévérencieux en la Basilique Notre-Dame de Guadalupe de Mexico. Il sera déporté en Espagne où il commencera une série d'aventures remarquables. Le 27 avril 1795, le premier cours de minéralogie en Nouvelle-Espagne est donné par Andrés Manuel del Río.
En juillet 1795 Godoy fait la paix avec la France mais les résidents français de Nouvelle-Espagne restent suspects aux yeux du gouvernement. La Couronne ordonne également une vigilance accrue vis-à-vis des citoyens des États-Unis, non pas à cause de quelque complot expansionniste, mais car ils sont comme les Français considérés comme révolutionnaires.
À cette époque, l'Inquisition se montre moins intéressée par les hérétiques et les protestants mais davantage concernée par les idées politiques et l'idéal des révolutionnaires français. Le 9 août 1795 elle organise un autodafé. L'un des condamnés est Esteban Morel, un homme de sciences français, professeur de médecine et collaborateur à la Gaceta de Mèxico. Il est officiellement accusé d'hérésie, déisme et matérialisme. Ce même tribunal de l'Inquisition entament des procédures à l'encontre de Juan Lauset et d'autres français, les accusant d'avoir exprimé des sentiments anti-espagnols.
Le gouvernement de Grúa entame des négociations avec la jeune république des États-Unis afin d'établir officiellement la frontière entre les deux pays. Un prêtre péruvien vivant à Mexico, Melchor de Talamantes (1765-1809) dirige la délégation de Nouvelle-Espagne.
Lorsque l'Espagne, maintenant en paix avec la France, déclare la guerre aux britanniques le 5 octobre 1797, Grúa confisque les biens des anglais qui vivent dans la colonie, à son seul profit.
Afin de flatter le roi Charles IV et Godoy, le Vice-roi commande au sculpteur et architecte espagnol Manuel Tolsá (1757-1816) une grande statue équestre du roi. La première pierre du socle sera posée le 18 juillet 1796, et la statue terminée en 1803. Cette statue est aujourd'hui nommée El Caballito à Mexico.
L'Ayuntamiento de Mexico entame des poursuites à l'encontre du Vice-roi pour corruption, et en particulier pour avoir gaspillé des fonds publics dans des projets dérisoires. Le Vice-roi obtient gain de cause et l'Ayuntamiento condamné à payer les frais de la cause.
À Mexico, il organise un grand canicide, faisant tuer des milliers de chiens errants, qui se poursuit après son départ, en 1798-1801,.
À nouveau la guerre éclate avec la France, le Vice-roi Grúa tente de lever des régiments dans les provinces, il compte bien encore tirer des bénéfices de la vente de charges militaires. Cependant son incompétence et sa malhonnêteté sont maintenant notoires et rapportées à la Cour. Il est révoqué en 1798 et Miguel José de Azanza est nommé pour le remplacer.